# Clean Break (romance)
Clean Break é um romance infantil best-seller de Jacqueline Wilson, publicado pela primeira vez no Reino Unido em 2005. Ele trata das consequências de um pai abandonar sua família.

## Resumo do enredo
A personagem principal é uma jovem chamada Emily, que mora com sua mãe Julie, sua meia-irmã Vita e seu meio-irmão Maxie na casa de sua avó Ellen. Embora seu pai, Frankie, seja tecnicamente seu padrasto, ele a trata exatamente da mesma forma que trata seus irmãos, seus filhos biológicos. Em é muito sensível e muito insegura em relação ao seu peso. No dia de Natal, Em, Vita e Maxie recebem seus presentes. Vita ganha um fantoche de rena chamado Dancer (porque a rena usa um tutu e sapatilhas de balé), Maxie ganha um conjunto de canetas hidrográficas Caran D'Ache e Em ganha um anel de "esmeralda".
Mais tarde naquele dia, Em ouve Frankie falando no celular e percebe que ele está tendo um caso secreto. Em confronta seu pai, e ele admite sua traição, e na manhã seguinte ele vai embora.
Depois que o padrasto de Em vai embora, o resto da família luta para sobreviver sem ele. Em, Vita e Maxie estão todas convencidas de que o papai voltará. Mais tarde, o pai liga para a mãe para contar que levará as crianças para passear no Ano Novo.
No dia de Ano Novo, as crianças vão visitar o pai, Frankie, na casa de sua nova parceira, Sarah, mas ela é rude, egoísta e desagradável. Em uma visita ao parque, Em, Vita e Maxie ficam surpresas ao encontrar seu pai beijando Sarah apaixonadamente, de um jeito que ele nunca faria com sua mãe. Sarah é uma aspirante a atriz e ela e Frankie se mudam para a Escócia logo no início do relacionamento. Quando chegam em casa, todos rejeitam as despedidas do pai.
Todas as crianças contam à mãe que Sarah e o pai não se dão muito bem e que logo voltarão para casa. A avó deles não entende o quanto a família o ama e o aceitaria de volta se ele voltasse. Emily encontra seu pai biológico em uma feira e fica assustada porque ele sempre abusou de sua mãe quando ela era jovem. A avó de Em decide levá-los para um feriado e arruma um namorado. Em também descobre que é boa em natação durante as férias e, mais tarde, faz aulas de natação quando chega em casa, ficando mais confiante e perdendo peso no processo.
Quando Em viaja para Londres para conhecer seu autor favorito, a família encontra Frankie novamente, pois ele aparentemente terminou com Sarah e encontrou uma nova namorada, Hannah, antes de voltar para Londres. Emily corre atrás de Frankie, cai e quebra o braço e a Dançarina (o fantoche de rena de Vita), mas seu pai a impede e a leva para o hospital.
A história termina na véspera de Natal, pouco menos de um ano depois que Frankie foi embora, com Frankie enviando Dancer de volta para eles como um presente de Natal. Alguém bate na porta fingindo ser o Papai Noel. O livro termina com a frase "Parecia que seria o melhor Natal de todos", dando a entender que seu padrasto havia retornado.

## Personagens
Emily (Em) – A personagem principal. Ela adora ler, inventar histórias sobre Dancer, o fantoche de rena de Vita e seu anel de esmeralda especial. Ela é a narradora da história. Ela está um pouco acima do peso, mas tem um lindo cabelo loiro. Ela tem uma natureza muito gentil e suave e não quer nada mais do que que seus amados irmãos, Maxie e Vita, se sintam seguros e amados. O pai de Emily a apelidou de Esmeralda, pois acredita-se que ela tenha olhos verde-esmeralda. Emily ama muito seu pai, e quando ele deixa a adorável e doce família para ficar com sua nova namorada, chamada Sarah, ela sente como se sua casa agora fosse apenas uma casa, seu sorriso agora fosse apenas uma expressão, e amor agora fosse apenas uma palavra para todos, menos para ela. Ela é muito sensível às emoções dos outros e, quando descobre que Maxie realmente se lembra do pai, ela descreve o cenário como "quase fazendo-a chorar também".
Vita – meia-irmã de Em. Ela tem um fantoche de rena chamado Dancer. Ela tem cabelos castanhos claros e gosta de estar na moda. Às vezes, Vita ri do tamanho da pobre Em, mas quando uma sombra de tristeza se abate sobre a família, ela recorre a Emily em busca de apoio e, numa noite solitária, Em encontra a pobre Vita chorando sozinha na cama e usa seu adorável e macio boneco de rena chamado Dancer para animar Vita.
Maxie – O meio-irmão fracote de Em que ganhou um conjunto de canetas hidrográficas caras de Natal. Ele pode ter uma deficiência de desenvolvimento — por exemplo, ele não quer dormir em uma cama adequada, odeia pijamas e é exigente com a alimentação devido a problemas sensoriais. Quando a tristeza destrói a família, ele encobre suas emoções fingindo ter esquecido completamente do pai. No entanto, um dia, Em descobre que a razão pela qual suas pontas de feltro especiais estão todas secas, embora ela raramente o veja desenhando, é porque ele está escrevendo cartas para seu amado pai. Maxie é muito inocente e ama sua família de todo o coração.
Julie (mãe) – mãe de Em, Vita e Maxie. Ela tem uma disposição calorosa e otimista, mas quando a sombra de uma profunda tristeza se lança sobre sua família, é quase como se houvesse uma nuvem cinzenta de chuva nos seguindo o tempo todo. Ela começa a perder peso e rapidamente atinge um peso corporal baixo e prejudicial à saúde. Em frequentemente diz com tristeza que ouve sua querida mãe chorando na cama durante a noite. Às vezes, sob condições tão estressantes e perturbadoras, as emoções da mãe a levam a dizer coisas que ela realmente não quer dizer, mas ela realmente ama seus filhos e quer que eles tenham uma infância agradável e acolhedora, apesar da situação.
Frankie (pai) – padrasto de Em. Abandona a família no Boxing Day para morar com sua nova parceira, Sarah. Ele é muito carinhoso e atencioso, mas o que deixa Em tão intrigado quanto a nós é que, de repente, ele deixa de amar a esposa, e o lar deles não é mais especial e amoroso. Ele pede desculpas o tempo todo, e realmente fala sério, mas nunca explica por que foi embora. Às vezes, seus filhos se perguntam se é porque ele não os ama mais, e quando perguntam se isso é verdade, ele começa a chorar e os abraça forte.
Ellen (Vovó) – Avó de Em, Vita e Maxie e mãe de Julie, que tende a ficar muito mal-humorada às vezes. No entanto, ela realmente quer o melhor para sua família, e ver sua amada filha e netos se sentindo tão tristes e sem esperança é de partir o coração. Ela guarda um grande rancor de Frankie (o pai deles), mas também gostaria de poder usar uma varinha mágica e fazer tudo ficar bem.
Dançarina – Marionete de rena de Vita.
Jenny e Yvonne – amigas de Em.
Sra. Marks – professora de Em.
Barry - Pai biológico de Em. Em e sua mãe o abandonaram quando ela era mais jovem por causa da violência e o encontraram em um parque de diversões, onde descobriram que ele tinha dois filhos com outra mulher.
Jenna Williams – autora favorita de Em, que faz uma aparição no livro. Jacqueline Wilson disse que esta personagem é baseada nela mesma.
Sarah – A mulher com quem o pai é descoberto traindo. Quando Em, Vita e Maxie a conhecem, ela é desagradável e rude. Ela é muito magra, tem cabelo preto curto e roe as unhas. Em mal consegue caber nas roupas e elas a apertam em todos os lugares errados, fazendo-a parecer muito gorda.
Eddie - Um homem viúvo que a família conhece durante férias na Espanha e que mais tarde desenvolve sentimentos românticos por Ellen. No final do livro, durante o período de Natal, é revelado que ela foi à Espanha para passar o Natal com ele.